# Вентиль Тоффоли

Графическое представление вентиля Тоффоли

Ве́нтиль То́ффоли (CCNOT) — универсальный контролируемый обратимый вентиль с тремя входами и выходами, предложенный Томасом Тоффоли в 1980 году.
Доказано, что, используя только этот вентиль, можно построить любую обратимую логическую схему, например, арифметическое устройство или процессор. Является популярным квантовым вентилем при построении обратимых схем квантовых компьютеров.
Вентиль Тоффоли по принципу работы похож на вентиль CNOT. Имеет три входа и три выхода, если два первых входа равны единице, то значение последнего бита инвертируется. В противном случае все входы подаются на выход неизменными. Таблица истинности и матрица для CCNOT выглядят следующим образом:
| \| ВХОД \| ВХОД \| ВХОД \| ВЫХОД \| ВЫХОД \| ВЫХОД \| \| ---- \| ---- \| ---- \| ----- \| ----- \| ----- \| \| 0 \| 0 \| 0 \| 0 \| 0 \| 0 \| \| 0 \| 0 \| 1 \| 0 \| 0 \| 1 \| \| 0 \| 1 \| 0 \| 0 \| 1 \| 0 \| \| 0 \| 1 \| 1 \| 0 \| 1 \| 1 \| \| 1 \| 0 \| 0 \| 1 \| 0 \| 0 \| \| 1 \| 0 \| 1 \| 1 \| 0 \| 1 \| \| 1 \| 1 \| 0 \| 1 \| 1 \| 1 \| \| 1 \| 1 \| 1 \| 1 \| 1 \| 0 \| | {\displaystyle {\begin{bmatrix}1&0&0&0&0&0&0&0\\0&1&0&0&0&0&0&0\\0&0&1&0&0&0&0&0\\0&0&0&1&0&0&0&0\\0&0&0&0&1&0&0&0\\0&0&0&0&0&1&0&0\\0&0&0&0&0&0&0&1\\0&0&0&0&0&0&1&0\\\end{bmatrix}}} |      |       |       |       |
| ВХОД | ВХОД | ВХОД | ВЫХОД | ВЫХОД | ВЫХОД |
| 0 | 0 | 0    | 0     | 0     | 0     |
| 0 | 0 | 1    | 0     | 0     | 1     |
| 0 | 1 | 0    | 0     | 1     | 0     |
| 0 | 1 | 1    | 0     | 1     | 1     |
| 1 | 0 | 0    | 1     | 0     | 0     |
| 1 | 0 | 1    | 1     | 0     | 1     |
| 1 | 1 | 0    | 1     | 1     | 1     |
| 1 | 1 | 1    | 1     | 1     | 0     |

Докажем, что вентиль является универсальным. Если разложить квантовый вентиль Тоффоли на простые булевы операции, то можно заметить, что первый и второй кубиты всегда равны на входе и выходе, а третий кубит на выходе имеет вид C = C XOR (A AND B), где A, B и C — входы и выходы вентиля. Очевидно, что вентиль является универсальным, так как он выполняет любую из операций (NOT, AND, XOR и FANOUT) в зависимости от значений переменных на входе.
Существует другой широко известный универсальный обратимый трехвходовый вентиль — вентиль Фредкина, CSWAP.